# Viola rosulata
Viola rosulata là một loài thực vật có hoa trong họ Hoa tím. Loài này được Poepp. & Endl. miêu tả khoa học đầu tiên năm 1838.